# La reina Woo
La reina Woo (en hangul, 우씨왕후; en hanja, 于氏王后; McCune-Reischauer, Wussiwanghwu) es una serie de televisión web surcoreana escrita por Lee Byoung-hak, dirigida por Jung Se-kyo, y protagonizada por Jeon Jong-seo, Kim Moo-yeol, Ji Chang-wook, Jung Yoo-mi, Lee Soo-hyuk y Park Ji-hwan. La primera parte se estrenará en la plataforma TVING el 29 de agosto de 2024, y la segunda parte el 12 de septiembre. También estará disponible en la plataforma Paramount+ en veintisiete países del mundo.

## Sinopsis
Tan pronto como se anuncia la muerte del rey Gogukcheon de Goguryeo, comenzará una feroz batalla entre tribus. La reina Woo, que se convirtió en el objetivo de cinco tribus que buscan el poder, lucha por establecer un nuevo rey en 24 horas. Así comienza el viaje de la vida de 'Woo', quien se convirtió en la primera mujer en la historia en convertirse en reina dos veces. Para ello, recurre a una usanza de la época: si el rey muere, la reina puede volver a casarse con el hermano menor de su marido. Todo para mantener el prestigio y el poder de la familia.

## Reparto

### Principal
- Jeon Jong-seo como Woo Hee / Reina Woo de Goguryeo, la reina, bella e inteligente. La única persona en la que puede confiar en el sombrío palacio es el rey Ko Nam-moo, pero mientras su marido se enfrenta a una crisis desesperada, no solo su estatus sino también el de su familia se ven amenazados. Intenta proteger a su familia y su tribu casándose con uno de los hermanos menores de su marido cuando el rey muere, según la costumbre matrimonial del Gyeonjwisu, que servía para mantener la familia.[5][6][7]

- Kim Moo-yeol como Eul Pa-so, primer ministro de Goguryeo y soldado del rey. Es un hombre de destacada capacidad que superó la debilidad de ser descendiente de una familia indígena y llegó a lo más alto. Aunque se hace cargo de los asuntos estatales con la confianza del rey Nam-moo, hay un deseo de poder no resuelto en su corazón.[5][8][9]

- Ji Chang-wook como Ko Nam-moo / Rey Gogookcheon de Goguryeo, el marido de Hee. Posee una mente brillante, suficiente para liderar a 5000 soldados y derrotar a 30 000 soldados de la dinastía Han. Es un rey perfecto, que posee tanto la dignidad como la bondad de un monarca, pero su ausencia pronto provoca un derramamiento de sangre en el palacio.[5][10]

- Jung Yoo-mi como Woo Soon, la hermana mayor de Hee. Perdió la posición de reina ante su hermana menor en un momento de elección. En consecuencia, Soon se convierte en la doncella de su hermana y entra en el palacio para reclamar su destino.[5][11][12]

- Lee Soo-hyuk como Ko Bal-gi, príncipe de Goguryeo, uno de los tres candidatos a la sucesión al trono. De naturaleza cruel y mezquina, tiene la oportunidad de tomar el trono y comienza a expresar la avaricia que fue reprimida debido al miedo que tenía a su hermano mayor Nam-moo.[13]

- Park Ji-hwan como Moo-gol, daemodal (capitán) de Wangdang, la unidad militar que protege al rey. Es un guerrero intrépido que maneja hábilmente cualquier arma, y un comandante que protege al rey con una lealtad fortalecida a través de largas guerras.[13][14]

### Secundario
- Jeon Bae-soo como Woo So, jefe de la familia Woo y padre de Soon y Hee.[15]

- Cho Han-cheol como Woo Do, jefe de la familia Woo.[15]

- Kim Do-yoon como Song Woo, el ayudante más cercano del rey.[16]

- Lee Hae-woo como Mochi, un miembro de Wangdang, la guardia real.[16]

- Kang Young-seok como Ko Yeon-woo / Sansang de Goguryeo, cuarto príncipe de Goguryeo.[16]
- Song Yoo-hyun como Yeo-jin, antigua niñera y apoyo incondicional del príncipe Yeon-woo.[17][18]

- Jung Jae-kwang como Ko Kye-soo, quinto príncipe de Goguryeo, que respeta sinceramente a su hermano mayor Nam-moo.[16][19]

- Song Jae-rim como Ko Pae-eui, príncipe destronado.[16]

- Park Bo-kyung como Yeon Bi, una mujer que intenta destruir la familia real Ko.[16]

- Won Hyun-joon como Noe-eum, subordinado del príncipe Bal-gi y jefe de la tribu del Tigre Blanco, una tribu cuya especialidad es rastrear enemigos en la oscuridad.[20]
- Yoo Eui-tae como Mil-woo, un miembro de la corte subordinado de Eul Pa-so.[21][22]
- Bae Ki-beom como Ko Baek-go / Rey Shindae de Goguryeo, el padre de Nam-moo y sus hermanos.
- Kim Tae-yoon.
- Lee Jae-joon.
- Lee Joon-hyun.
- Choi Won-seok.
- Yoon Han-bin.

## Producción
La reina Woo es una serie dirigida por Jeong Se-kyo, escrita por Lee Byung-hak y producida por Endmark Studio, Compass Pictures y CJ ENM Studios. Es el primer drama histórico de TVING. El reparto de actores protagonistas se anunció en julio de 2023, aunque ya en abril Jeon Jong-seo había confirmado su participación. Para ella es su primer drama histórico, y para Ji Chang-wook y Lee Soo-hyuk el segundo, once años después de Empress Kiy nueve años después de Scholar Who Walks the Night, respectivamente.
La trama está ambientada en la época del reino de Goguryeo. Sobre el personaje de la reina Woo, la intención de los creadores de la serie fue «crear un personaje de reina que no sea una reina que se mueve sólo detrás de sus pies en el antiguo palacio, sino que seleccione directamente al próximo rey y lo coloque en el trono».
El 1 de agosto el equipo de producción distribuyó imágenes de la primera lectura del guion. El rodaje comenzó ese mismo día, y terminó el 19 de enero de 2024. El 31 de julio TVING publicó un avance y un cartel de la serie. El cartel principal fue publicado el 7 de agosto, y representa a la reina rodeada por los otros cinco personajes clave de la batalla por el trono. El mismo día se lanzó también el avance principal.

## Recepción

### Controversias
La serie corrió el riesgo de no estrenarse debido a las sospechas que se cernieron sobre Jeon Jong-seo como presunta culpable de acoso escolar en su adolescencia. El 4 de abril de 2024 un portavoz de TVING declaró que aún no se había fijado la fecha de estreno. La agencia de la actriz emitió un comunicado en el que rechazaba las acusaciones y anunciaba medidas legales contra los responsables de difundirlas.
Los avances de la serie y las imágenes promocionales provocaron debates en línea, en los que muchos usuarios de las redes decían que los trajes y peinados de los personajes parecen estar fuertemente influidos por los estilos chinos en lugar de representar con precisión el período Goguryeo. El principal punto de discordia fue el estilo de los personajes clave, incluidos Eul Pa-so, el funcionario de mayor rango de Goguryeo; Go bal-gi, el cruel tercer príncipe y heredero al trono; y Go Nam-mu, el rey. Los peinados con raya al medio de los personajes con moños, sombreros y disfraces recuerdan a los dramas históricos chinos ambientados durante el período de los Reinos Combatientes o la dinastía Qin. También se criticó la ausencia de las características coronas de bronce dorado, elemento clave que distinguía a coreanos de chinos, o que la ropa de Eul Pa-so se abrochase a la derecha, al estilo chino, y no a la izquierda, como era habitual en Goguryeo. TVING emitió un comunicado en el que afirmaba: «recibimos asesoramiento de expertos basados en documentos y registros históricos verificables relacionados y creamos el drama basándonos en la imaginación para representar el papel del cual no existen registros». Estas polémicas llegan en unos años en que se ha exacerbado la disputa cultural entre China y Corea sobre el origen de algunos símbolos coreanos como el kimchi o el hanbok, y muchos surcoreanos temen que la serie pueda fortalecer los esfuerzos de China por distorsionar la historia.

### Audiencia
El 8 de agosto de 2024, veintiún días antes del estreno de la serie, un medio periodístico surcoreano mostró cómo había aumentado el interés por ella sobre todo a partir de primeros de ese mes, y que las personas interesadas eran más mujeres (69 %) que hombres (31 %). En cuanto a la edad, despertaba más interés en el tramo de los 30 a 39 años (35 %), seguido del tramo de 40 a 49 (27 %).